# Братса Бонифачо
Браца Бонифачо (Браца Бонифације; Београд, 10. фебруар 1937) српско-канадски је сликар. Канадски је држављанин постао 1976. године и сада живи у Ванкуверу, Канада. Он је апстрактни експресиониста који бира између многих елемената укључујући симболистичке и фигуративне да би апстрактно изразио невербалне мисли и емоције.

## Живот и рад
Бонифачо је одрастао у Београду током немачке окупације у Другом светском рату . Говори српски, руски и енглески.
Завршио је Шуматовачку уметничка школа, Београд (цртање и сликање), 1959–1960. Студирао је и дипломирао ликовне уметности (БФА) Универзитет у Београду, 1961–1964. Усавршавање је наставио у Франкфурту.
Пре него што се настанио у Ванкуверу у Канади 1973. и постао канадски држављанин 1976, живео је као сликар у Француској.
Користећи технике и ослањајући се на вештине стечене из преко 25 година обуке и 55 година праксе у уметности, Бонифачо ради у медијуму уља које наноси на велике квадрате и правоугаонике припремљеног платна. Повремено је користио и енкаустику због њене тактилности и сјаја. Повремено, Бонифачо се фокусирао на квалитете геометрије, површине, геста и сграфита у металик бојама као ослобађање од рада са призматичном бојом. Његов рад представљају галерија Бау-Кси у Торонту и Ванкуверу (Канада), Фостер/Вхите Галлери у Сијетлу (САД) и Мастерс галерија у Калгарију (Канада).
Као успешан музичар, Бонифачо се заљубио у џез 1950-их и студирао је у Школи за џез којим је управљало Удружење џез музичара Београда. Након дипломирања, био је и вођа и бубњар квинтета Браца Бонфације Дикие у Београду од 1957–1960.

## Теме
Бонифачов први рад који датира из 1959−1963. је политички мотивисана и интензивно емотивна серија "Очи над Београдом". Користио је кровове и спољашње површине зграда као масивна платна на којима је сликао поп дизајне налик на мете, критикујући рат и свемирску трку САД и Русије, изазивајући гнев код својих суседа. Иако се Југославија повукла из Варшавског пакта 1948. и Београд је био уметнички прогресиван као Лондон (на пример, запажени перформанс из Њујорка и друга уметница рођена у Србији Марина Абрамовић била је члан Бонифачовог друштвеног и уметничког миљеа ), била је под влашћу доживотног председника Јосипа Броза Тита . Теме рата, нуклеарног холокауста, девастације животне средине и људске рањивости доминирале су већим делом Бонифачовог дела, као што је наведено у чланку друштвеног активисте и аутора Кристијана Парентија у коментарима о Бонифачовој 25-годишњој ретроспективи у београдској галерији Прогрес (Галерија Прогрес) 2000.
Прве слике које су Бонифачове критике добиле у Канади биле су серије Блекборд произведене између 1978. и 1982. године. Серија садржи тркачке хртове, мете, симболе поп културе (нпр Мерилин Монро) и/или америчке заставе у понекад неочекиваним јукстапозицијама. Они су коментар о „трци пацова, трци у наоружању и трци у свемиру“ и људској рањивости.
Бонифачо такође помиње сексуалност и отворену и прикривену, у контексту глобалне биодеградације, нуклеарне девастације и антиратних тема.
Пејзажи су играли важну улогу у Бонифачовом делу као више од само референтних тачака за географију; Пејзажи Алберте, његова прва серија након досељавања у Канаду, не само да су играли локативну улогу, већ су били и начин да се ухвати у коштац са сећањима на ратом опустошене пејзаже и разарања животне средине и чежње за замишљеним пејзажима.
Серија Паралелограми стоји у оштром контрасту са другим његовим радовима јер је медитативна, минималистичка серија која је ограничена на златну и црну, док је већи део Бонифачовог дела засићен призматичном бојом.
Увек фасциниран језиком, Бонифачови наслови слика од најранијих дана садрже игру речи. Он такође несташно уграђује речи са разних језика у своје слике, изазивајући гледаоца да их пронађе и схвати. Његова серија Хабитат Пикел приказује компјутерске вирусе док се позива на абецеду, типографију и штампарију.
Град Ванкувер (Канада), Бонифачов усвојени дом, одао му је част тако што је окачио шест слика изабраних из његове серије Хабитат Пикел на градске транспаренте који су били истакнути дуж главних саобраћајница и мостова 2008. Придружио се друштву међународно познатих домаћих уметника као што су Џек Шедболт, Тони Онли, Гордон А. Смит и Бил Рид.